# Gesetz über die Selbstbestimmung in Bezug auf den Geschlechtseintrag
Das Gesetz über die Selbstbestimmung in Bezug auf den Geschlechtseintrag (SBGG) (nichtamtlich auch Selbstbestimmungsgesetz) soll es transgeschlechtlichen, intergeschlechtlichen und nichtbinären Personen in Deutschland erleichtern, ihren Vornamen und ihren Geschlechtseintrag ändern zu lassen, um sie an ihre Geschlechtsidentität anzupassen.
Seit Mai 2023 lag ein Referentenentwurf des Gesetzes vor, der nach Detailänderungen am 23. August als Regierungsentwurf beschlossen und nach weiteren Änderungen am 12. April 2024 vom Bundestag und am 17. Mai 2024 vom Bundesrat angenommen wurde. Das Gesetz wurde am 21. Juni 2024 im Bundesgesetzblatt verkündet.
Die Änderung von Geschlecht und Vornamen kann seit dem 1. August 2024 angemeldet und nach frühestens drei Monaten tatsächlich erklärt werden.
Geschlechtsangleichende Maßnahmen werden durch das SBGG nicht geregelt.
Mit Inkrafttreten des Selbstbestimmungsgesetzes zum 1. November 2024 trat das Transsexuellengesetz außer Kraft, das für die Änderung des Geschlechtseintrags und Namens ein aufwendiges Gutachterverfahren und die gerichtliche Anerkennung der Änderungen vorschrieb.

## Regelungsumfang
Das SBGG vereinheitlicht die Regelungen für trans- und intergeschlechtliche Personen. Zur Änderung des Geschlechtseintrags und der Vornamen ist lediglich eine Erklärung vor dem Standesamt notwendig (§ 2 Abs. 1), sowie die Versicherung, dass der gewählte Geschlechtseintrag oder die Vornamen der Geschlechtsidentität am besten entsprechen (§ 2 Abs. 2). Für Minderjährige über 14 Jahren ist die Zustimmung eines gesetzlichen Vertreters (oder des Familiengerichts) notwendig (§ 3 Abs. 1), für Minderjährige unter 14 Jahren kann der gesetzliche Vertreter selbst die Erklärung abgeben (§ 3 Abs. 2). Die Erklärung muss dem Standesamt drei Monate zuvor angekündigt werden (§ 4). Dokumente, die noch die alten Vornamen bzw. den alten Geschlechtseintrag enthalten, müssen auf Anfrage neu ausgestellt werden (§ 10). Nach der Änderung gilt eine Sperrfrist von einem Jahr, während der keine weitere Änderung vorgenommen werden kann (§ 5). 
Hausrecht (§ 6 Abs. 2) und Sport (§ 6 Abs. 3) sind vom Geschlechtseintrag unabhängig. Auch medizinische Maßnahmen werden vom SBGG nicht geregelt (§ 6 Abs. 4).
Im Spannungs- oder Verteidigungsfall bleibt im Bezug auf die Wehrpflicht die vorherige Zuordnung zum männlichen Geschlecht bestehen (§ 9), wenn die Änderung des Geschlechtseintrags nicht mehr als zwei Monate vor Feststellung des Spannungs- bzw. Verteidigungsfalls erklärt worden ist.
Das SBGG enthält ein Offenbarungsverbot, nach welchem es untersagt ist, den früheren Geschlechtseintrag und frühere Vornamen zu offenbaren oder auszuforschen (§ 13). Bei „besonderen Gründen des öffentlichen Interesses“, z. B. für Strafverfolgung, ist dieses Verbot ausgesetzt (§ 13 Abs. 1 Punkt 2). Wer gegen das Offenbarungsverbot verstößt und den Betroffenen dadurch absichtlich schädigt, begeht eine Ordnungswidrigkeit und wird mit einer Geldbuße bis zu 10.000 € belegt (§ 14).
Die Bundesregierung ist verpflichtet, das Gesetz innerhalb von fünf Jahren zu überprüfen und dem Bundestag darüber zu berichten.

## Entstehungsgeschichte
Seit September 2014 gibt es unter Vorsitz des Bundesministeriums für Familie, Senioren, Frauen und Jugend eine interministerielle Arbeitsgruppe zur Situation inter- und transgeschlechtlicher Menschen. Unter Einbindung von Interessenverbänden sollen weitere Gesetzesänderungen beraten werden.
Im Mai 2017 legte die Grünen-Fraktion im Bundestag einen Gesetzentwurf vor, der vorsah, das Transsexuellengesetz (TSG) durch ein sogenanntes Selbstbestimmungsgesetz zu ersetzen. Am 2. Juni 2017 wurde in Folge einer durch die Deutsche Gesellschaft für Trans*- und Inter*-geschlechtlichkeit (dgti) e. V. initiierten und von zahlreichen Interessenverbänden unterstützen Unterschriftenaktion im Bundesrat beschlossen, das Recht auf Selbstbestimmung zu stärken: „Der Bundesrat fordert […] die Bundesregierung auf, […] darauf hinzuwirken, dass unverzüglich das TSG in Übereinstimmung mit den Ergebnissen der Gutachten aufgehoben und durch ein entsprechendes modernes Gesetz zur Anerkennung der Geschlechtsidentität und zum Schutz der Selbstbestimmung bei der Geschlechterzuordnung ersetzt wird.“
Mit Wirkung zum 22. Dezember 2018 wurde in § 22 Abs. 3, § 45b Personenstandsgesetz (PStG) für Personen mit Varianten der Geschlechtsentwicklung die Möglichkeit geschaffen, den Personenstandsfall mit der Geschlechtsangabe „divers“ in das Geburtenregister eintragen zu lassen. Die Neuregelung galt nur für intergeschlechtliche Menschen, doch auch transgeschlechtliche Personen haben von dem Antragsrecht Gebrauch gemacht. Nach höchstrichterlicher Rechtsprechung ging das TSG von einem binären Geschlechtssystem aus, indem es in § 8 Abs. 1 TSG nur zwischen „dem im Geburtseintrag angegebenen“ und dem „anderen Geschlecht“ unterscheidet. Die Vorschrift war jedoch analog auf Fälle anwendbar, in denen sich biologisch weibliche oder männliche Personen keinem dieser beiden Geschlechter zugehörig fühlen.
Im Mai 2019 legte das Bundesinnenministerium gemeinsam mit dem Bundesjustizministerium einen weiteren Referentenentwurf vor. Mit dem Entwurf sollten die materiellen Voraussetzungen für die Änderung des Geschlechtseintrags und der Vornamen sowohl für inter- als auch für transgeschlechtliche Personen im Personenrecht des Bürgerlichen Gesetzbuchs (BGB) geregelt werden (§§ 18–20 BGB-E).
Dieser Entwurf stieß auf heftige Kritik, weil Fachverbände unter anderem dazu aufgerufen wurden, binnen 48 Stunden eine Stellungnahme abzugeben. Mehr als 30 Stellungnahmen wurden eingereicht, alle lehnten den neuen Entwurf ab, weil er im Verfahren weiterhin eine Ungleichbehandlung zwischen trans- und intergeschlechtlichen Menschen vorsehe. Während Intergeschlechtliche ihren Vornamen und Personenstandseintrag durch Erklärung gegenüber dem Standesamt ändern können, wenn sie eine ärztliche Bescheinigung vorlegen (§ 22 Abs. 3, § 45b PStG), sollten Transmenschen als Voraussetzung für eine Personenstandsänderung an einer „qualifizierten Beratung“ teilnehmen, die die im TSG vorgeschriebenen zwei medizinischen Gutachten ersetzen sollte, und danach weiterhin ein Gericht entscheiden. Außerdem wurde kritisiert, dass zusätzlich Ehepartner angehört und eine dreijährige Sperrfrist nach einem abgelehnten Antrag eingeführt werden sollte. Das Transsexuellengesetz würde man größtenteils in das Bürgerliche Gesetzbuch verlagern. Aufgrund erheblicher Proteste wurde dieser Referentenentwurf bei einem Termin im BMJV mit der Justizministerin Katarina Barley diskutiert, anschließend aber nicht weiter verfolgt. Unter Interessenverbänden bestand der Verdacht, dass das Bundesinnenministerium mit diesem Referentenentwurf die neue Möglichkeit nach § 45b PStG wieder schließen wollte.

### Entwürfe für Selbstbestimmungsgesetze 2020 und 2021
2020 unternahmen Oppositionsparteien einen weiteren Vorstoß zur Reform des Trans*-Rechts und präsentierten neue Gesetzesentwürfe. Diese fanden bei den Interessenvertretungen breite Zustimmung, welche nun auch im Bundestag zum Thema gemacht wurden. Die Unionsparteien hielten eine Nachweispflicht jedoch weiterhin für erforderlich.
Der Deutsche Bundestag debattierte am 19. Juni 2020 in erster Lesung über einen Gesetzentwurf von Bündnis 90/Die Grünen zur Aufhebung des Transsexuellengesetzes und zur Einführung eines Selbstbestimmungsgesetzes sowie über einen Gesetzentwurf der FDP „zur Stärkung der geschlechtlichen Selbstbestimmung“. Diese Gesetzentwürfe stießen auf Kritik. Sie wurden schließlich 2021 mit den Stimmen der Großen Koalition mit deutlicher Mehrheit abgelehnt. Das Verhalten der SPD wurde dabei von Oppositionspolitikern kritisiert, weil sie – unter Einhaltung des Koalitionsvertrages – gegen die Gesetzesentwürfe der Opposition stimmte.
Nach TSG war für die amtliche Namens- und Personenstandsänderung ein mit Kosten (durchschnittlich 1.900 €) verbundenes Gerichtsverfahren erforderlich. Wesentliche mit den Gesetzesentwürfen verbundene Änderungen betrafen insbesondere eine Vereinfachung dieser für Betroffene als entwürdigend empfundenen und kostenintensiven amtlichen Verfahren, zu denen eine umfangreiche psychologische Begutachtung gehörte.

### Eckpunktepapier für ein Selbstbestimmungsgesetz 2022
Die Bundesregierung legte am 30. Juni 2022 ein Eckpunktepapier zu einem Selbstbestimmungsgesetz vor, wonach volljährigen Personen die Möglichkeit zur Personenstands- und Vornamensänderung als Verwaltungsakt ohne weitere Nachweise ermöglicht werden soll. Für Minderjährige unter 14 Jahren können die Sorgeberechtigten einen Antrag stellen; 14 bis unter 18-jährige können den Antrag selbst stellen, benötigen aber die Zustimmung der Sorgeberechtigten. Die Eckpunkte sahen weiterhin ein bußgeldbewehrtes Offenbarungsverbot, eine Übergangslösung im Abstammungsrecht für Geburtsurkunden von Kindern transgeschlechtlicher Eltern und die Absicht einer Entschädigung für von unfreiwilliger Sterilisation (vor 2011) und Zwangsscheidung (vor 2008) betroffene transgeschlechtliche Personen vor.

### Entwurf für ein Selbstbestimmungsgesetz 2023
Im Mai 2023 wurde der Entwurf eines Gesetzes über die Selbstbestimmung in Bezug auf den Geschlechtseintrag und zur Änderung weiterer Vorschriften durch das Bundesjustiz- und Bundesfamilienministerium vorgelegt. Demnach soll jede transgeschlechtliche Person mit einer „Erklärung mit Eigenversicherung“ beim Standesamt den Geschlechtseintrag und Vornamen im Personenstandsregister ändern können (§ 2). Diese Änderung wird nach einer Frist von drei Monaten wirksam und ist mindestens ein Jahr lang bindend. Eine absichtliche Schädigung einer Person durch die Offenbarung früherer Geschlechtseinträge oder Vornamen soll bußgeldbewehrt sein. Das Hausrecht, der Zugang zu geschützten Räumlichkeiten und die Autonomie des Sports sollen nicht angetastet werden. Für die Dauer eines Spannungs- und Verteidigungsfalls soll indes eine bestehende Zuordnung zum männlichen Geschlecht, „soweit es den Dienst mit der Waffe“ nach Art. 12a Grundgesetz (Wehrpflicht) betrifft, gültig bleiben, sofern eine Änderung des Geschlechtseintrages ab einem Zeitpunkt von zwei Monaten vor Feststellung dieses Spannungs- oder Verteidigungsfalls erklärt wurde. Mit Inkrafttreten des Selbstbestimmungsgesetzes soll das Transsexuellengesetz außer Kraft treten.
Das Bundesinnenministerium legte Einspruch gegen den Entwurf ein, da Strafverfolgungsbehörden weiterhin Zugriff auf frühere Vornamen und Geschlechtseinträge haben müssten, damit Kriminelle nicht untertauchen könnten. Das Gesetz wurde vor der Sommerpause 2023 somit nicht beschlossen; nach kleinen Änderungen, die den Wünschen des Bundeskriminalamts nachkommen, wurde es stattdessen am 23. August vom Bundeskabinett gebilligt.
Am 20. Oktober beschloss der Bundesrat im ersten Durchgang eine Stellungnahme; er kritisierte darin unter anderem, dass nach dem Gesetzentwurf die Eltern allein über die Änderung des Geschlechtseintrags von Kindern unter 14 Jahren entscheiden dürfen, „ohne jede Beratung, Prüfung und Erforschung des Kindeswohls und -willens von außen“. Das Selbstbestimmungsgesetz ist kein Zustimmungsgesetz und bedarf daher nicht der Zustimmung des Bundesrates.
Am 15. November 2023 erfolgte die Erste Lesung im Bundestag.

### Beschluss des Gesetzes 2024
Am 10. April 2024 legte der Ausschuss für Familie, Senioren, Frauen und Jugend eine geänderte Form des Gesetzentwurfs vor und empfahl dem Bundestag, diesen anzunehmen. Ersatzlos gestrichen wurde die Vorschrift, nach der Meldebehörden das Bundeskriminalamt, die Bundespolizei, den Verfassungsschutz und verschiedene andere Bundesbehörden über die Änderung eines Geschlechtseintrags zu unterrichten hatten. Am 12. April 2024 fand die 2. und 3. Lesung im Parlament statt und der Gesetzentwurf wurde durch namentliche Abstimmung in der geänderten Form angenommen (374 Ja-, 251 Nein-Stimmen, 11 Enthaltungen). Das Gesetz trat am 1. November 2024 in Kraft; Änderungen eines Geschlechtseintrags und damit zusammenhängend von Vornamen konnten bereits ab dem 1. August 2024 bei einem Standesamt angemeldet werden.
Am 17. Mai 2024 passierte das Gesetz den Bundesrat. Ein Antrag auf Anrufung des Vermittlungsausschusses fand keine Mehrheit.
Das Gesetz wurde am 21. Juni 2024 im Bundesgesetzblatt verkündet.

## Rezeption
Der Bundesverband Trans* kritisierte schon während des Gesetzgebungsprozess, dass im Spannungs- oder Verteidigungsfall gemäß § 9 SBGG die amtliche Zuordnung zum männlichen Geschlecht auch für transgeschlechtliche Frauen und nichtbinäre Menschen bestehen bleibt. Das Risiko, dass Männer das Gesetz zum Umgehen der Wehrpflicht nutzen würden, sei in Anbetracht der grundgesetzlich bereits bestehenden Möglichkeit zur Kriegsdienstverweigerung gering.
Die UN-Sonderberichterstatterin zu Gewalt gegen Frauen, deren Gründe und Konsequenzen, Reem Alsalem, kritisierte das Selbstbestimmungsgesetz. Sie warnte vor einem unzureichenden Schutz von Frauen und Mädchen vor männlichen Gewalttätern und vor der Möglichkeit, dass Minderjährige ab 14 Jahren den Geschlechtseintrag ohne Zustimmung der Erziehungsberechtigten ändern könnten. Zudem sah sie im Offenbarungsverbot eine Gefährdung der Meinungsfreiheit. Die Bundesregierung wies die Vorwürfe zurück. Alsalem wird seit Jahren von queeren Verbänden vorgeworfen, ihre Position für die Verbreitung transfeindlicher Politik zu missbrauchen.
Schon vor Inkrafttreten des Gesetzes meldeten mehrere tausend Menschen eine Änderung des Geschlechtseintrags an. Der Queer-Beauftragte der Bundesregierung, Sven Lehmann (Grüne), begrüßte das Gesetz ebenso wie die Antidiskriminierungsbeauftragte des Bundes, Ferda Ataman.
Der Deutsche Saunabund stellte nach dem Inkrafttreten des Gesetzes klar, dass der Geschlechtseintrag nicht zum Zutrittsrecht in den entsprechenden geschlechtsspezifischen Bereich einer Sauna führt. Vielmehr seien die primären Geschlechtsmerkmale dafür maßgeblich.
Die im Januar 2025 gültig und bekannt gewordene Änderung des Geschlechtseintrags der rechtsextremen Person Marla-Svenja Liebich zog Kritik am möglichen Missbrauch des neuen Selbstbestimmungsrechtes auf sich.